# NGC 2309
NGC 2309 je otvoreni skup  u zviježđu Jednorogu. 

## Vanjske poveznice
- SEDS: NGC 2309